# 克羅班巴
克羅班巴（西班牙語：Querobamba），是秘魯的城鎮，位於該國中南部阿亞庫喬大區，是蘇克雷省的首府，海拔高度3,502米，2005年人口1,081，居民主要使用奇楚瓦語和西班牙語。